# Oberaudorf
Oberaudorf est une commune de Bavière (Allemagne), située dans l'arrondissement de Rosenheim, dans le district de Haute-Bavière.

## Personnalités liées à Oberaudorf
- Friedrich Wilhelm von Bissing (1873-1956), égyptologue mort à Oberaudorf
- Ludwig Bieberbach (1886-1982), mathématicien mort à Oberaudorf